# نصار (اسم)
نصار هو اسم علم مذكر من أصل عربي، ومعناه هو من «ناصر» الكثير المناصرة لغيره المعين الناصر.

## شخصيات تحمل الاسم
- نصار الأحمد
- نصار الدوسري (مبارز بالسيف سعودي، 1965[3] – )
- نصار الربيعي (10 أكتوبر 1959 – )
- نصار الظاهري (لاعب كرة قدم سعودي)
- نصار القيسي
- نصار النصار (24 مايو 1978 – )
- نصار صقر سعيد (عداء مراثوني كيني، 26 يناير 1978 – )
- نصار عبد الله (1945 – )

## وصلات خارجية
- موسوعة السلطان قابوس لأسماء العرب